# Eugenia anafensis
Eugenia anafensis är en myrtenväxtart som beskrevs av Ignatz Urban. Eugenia anafensis ingår i släktet Eugenia och familjen myrtenväxter. Inga underarter finns listade i Catalogue of Life.